# Kultura informacji
Kultura informacji – sfera aktywności człowieka kształtowana przez jego świadomość informacyjną, wartości wspierające potrzebę alfabetyzacji informacyjnej, postawy emitujące zachowania charakterystyczne dla dojrzałych informacyjnie użytkowników, wynikające z oddziaływania na siebie wymienionych komponentów kultury. Zachowania te, powstałe pod wpływem bodźców motywacyjnych i kompetencji informacyjnych, oceniane są w procesie tworzenia wiedzy pozytywnie, będąc równocześnie podporządkowanymi społecznym wzorcom opartym na etyce korzystania z informacji. Odnoszą się do przedmiotów i innych wytworów związanych z działalnością informacyjną lub uczestnictwem w procesie informacyjnym.
Składa się na nią poznawanie możliwości, jakie stwarza technologia informacyjna i znajomość efektów jej działania oraz występujących ograniczeń, rozumienie technologii informacyjnej, posiadanie umiejętności obsługi komputera, umiejętność bezpiecznego wykorzystywania w swojej pracy komputera oraz współpracujących z nim urządzeń zewnętrznych, posiadanie umiejętności logicznego myślenia oraz precyzyjnego formułowania problemów.
Kultura informacyjna może dotyczyć społeczeństwa bądź użytkownika informacji.
Kulturę informacji można podzielić na trzy zasadnicze części składowe:
- Kultura myśli ˗ skupia się na budowaniu modeli myślowych zjawisk, zdarzeń i procesów w otaczających nas realiach. Człowiek tworzy ją na podstawie własnych doświadczeń, znanych pojęć oraz umiejętności obiektywnego podejścia do napływających informacji.
- Kultura języka ˗ uznaje, iż ważną składową kultury informacyjnej jest komunikacja, na której jakość znaczący wpływ ma język. Za jej pomocą opisujemy wszelkie zdarzenia, a im większy jest zbiór pojęć, który możemy opisać, tym łatwiej będzie nam zrozumieć rzeczywistość.
- Kultura czynu ˗ określa postawę, czyli stosunek człowieka do informacji oraz związanych z nią technologii i procesów. Może się to przejawiać jako akceptacja informacji, wykorzystanie jej, podawanie w wątpliwość, a także weryfikacja źródeł i koncepcji[3].